# Kułykiwka (obwód czerniowiecki)
Kułykiwka (ukr. Куликівка) – wieś na Ukrainie, w obwodzie czerniowieckim, w rejonie czerniowieckim, w hromadzie Herca. Miejscowość etnicznie rumuńska.
W 2001 liczyła 731 mieszkańców, wśród których 23 wskazało jako ojczysty język ukraiński, 5 rosyjski, 7 mołdawski, 696 rumuński, a 1 inny.